# علاقات إيران الخارجية

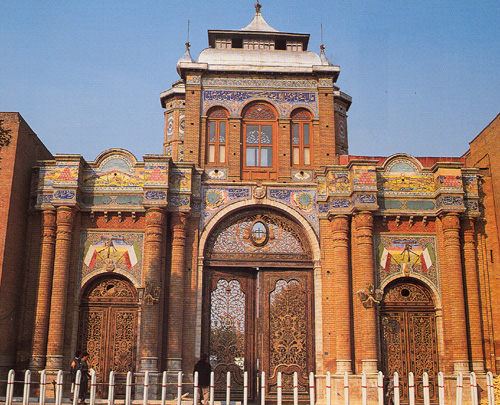

علاقات إيران الخارجية لطالما شكلت جدلاً كبيراً في العالم الغربي والعربي خصوصاً بعد نجاح الثورة الإسلامية التي غيرت السياسة الخارجية رأساً على عقب حيث اتهمت إيران بمحاولة تصدير الثورة إلى دول الجوار.

## السياسة الخارجية في عهد الشاه
اتسمت بالتقارب والتحالف مع الغرب وخصوصا أمريكا وبريطانيا حيث كان أكبر حليف في المنطقة بعد إسرائيل وكانت علاقة الشاه جيدة بأغلب الدول العربية باستثناء العراق الذي كانت العلاقات متوترة وأحيانا تصل إلى قطع العلاقات وكل من راى إيران في عهد الشاه يقول انها كانت جنة لامريكا والغرب.

## بعد الثورة
العلاقات السياسية الخارجية الإيرانية بدأت بالتغير بعد الثورة الإسلامية الإيرانية سنة 1979 حيث تم قطع العلاقات مع إسرائيل وأمريكا والعداء للغرب بالعموم أما الدول العربية فكانت متوترة مع دول الخليج ومصر والعراق والمغرب بإستثناء سوريا والسودان والجزائر و تونس.

## العلاقات الإيرانية العراقية
العلاقات ما قبل الثورة الاسلامية 1979
تعتبر العلاقات العراقية الإيرانية أحد أقدم العلاقات بين حضارتين متجاورتين، في العصر البابلي، كانت إيران خاضعة للإمبراطوريات الَّتي في العراق وبابل أولاً، تركت الديانات الَّتي سبقت الإسلام وتحديداً الزرادشتية بصمتها في المنطقة مما تسبب اتساع الإمبراطورية الأخمينية في عام 539 ق م الى احتلال بابل. وبعد بضع سنوات من الهجرة، استسلمت هذه الأراضي، العراقية أولاً، ثم الإيرانية، أمام الفتوحات الإسلامية قبل أن تدخل تحت ولاية الدولة العباسية التي تضمنت بلاد فارس وشبه الجزيرة العربية والمغرب، مع بغداد كعاصمة. تم رسم الحدود بين إيران والعراق في بداية القرن السادس عشر مع ظهور الدولة الصفوية على أراضي إيران، بينما تم دمج العراق في الدولة العثمانية.
بعد الحرب العالمية الأولى، حيث انفصل العراق عن الدولة العثمانية وأصبح مستعمرة بريطانية، شعرت إيران بالتهديد من كيان هذه الدولة الجديدة، حيث كانت الدولة الوحيدة التي امتنعت عن الاعتراف بها حتى عام 1929. ابتداءً من الثلاثينيات، أصبحت البلدين في النهاية حلفاء، حيث كانت كلتاهما تحكمهما ملكيات موالية لبريطانيا و الغرب، ووقعوا في عام 1955 على حلف بغداد (انسحبت العراق منه في عام 1959 عقب ثورة 14 تموز). في بداية السبعينات وبعد سيطرة حزب البعث على العراق، تصادمت الدولتان خلال ثورة ظفار (1964-1976) في سلطنة عمان. حيث تدخلت إيران بشكل كبير إلى جانب السلطان العماني قابوس بن سعيد، اعتبارًا من عام 1973، بينما دعم نظام البعث العراقي الثوار الماركسيين.

صدام حسين مع شاه إيران محمد رضا بهلوي في مارس 1975 أثناء توقيع اتفاقية الجزائر لحل مسألة الحدود بين البلدين.

الحدود الحالية بين العراق وإيران كدول مستقلة تبلغ 1,458 كيلومترًا وتمت الموافقة عليها من خلال اتفاقية الجزائر الموقع في عام 1975. كان هدف هذه الإتفاقية لإقناع إيران بوقف دعمها للانفصاليين الأكراد الموجودين في العراق بقيادة مصطفى بارزاني، مقابل اعتراف العراق بالحدود على طول شط العرب (الملائمة لإيران). بعد حرمان الأكراد العراقيين من الدعم الإيراني، ألقوا أسلحتهم ووافقوا على اتفاق سلام تم اقتراحه من قبل الحكومة، ولكن بعدها تم إسقاط نظام الشاه في إيران بعد الثوره الإسلامية في إيران تم إلغاء هذه الاتفاقية من قبل صدام حسين والذي اشعل حرب الخليج الأولى.

#### حرب الخليج الاولى (1980-1988)
عندما أعلن صدام حسين الحرب على إيران كان لديه ثلاث أهداف رئيسية
- تحرير شط العرب كاملاً الَّذي كان قد تعين عليه مشاركته مع إيران في عام 1975.
- منع الخميني من تصديره الثوره الإسلامية في العراق والدول العربية
- الاستيلاء على محافظة خوزستان والأهواز الغنية بالنفط، والمعروفة لدى القوميين والانفصاليين العرب باسم عربستان.[9]

ابتداءً من عام 1982، وبعد فشل هجومها، حاولت الحكومة العراقية إنهاء الصراع. ومع ذلك، لم يتم قبول وقف إطلاق النار من إيران  إلا بعد ست سنوات من قبل إيران تحت ضغط عسكري من الولايات المتحدة التي كانت أسطولها حاضرًا بشكل كبير في الخليج. انتهت الحرب بالتالي في عام 1988 بوقف اطلاق النار و بخسارات شبه متساوية لكلا الجانبين، ونتج توازن في الأوضاع الإقليمية في المنطقة، ولكن الاقتصاد العراقي وصل إلى حالة خراب، مع دين خارجي يتجاوز 70 مليار دولار (نصفها مديونية لدول الخليج لدعمها المادي للحرب)، وتكلفة إعادة الإعمار تقدر بنحو 60 مليار دولار. في الوقت نفسه، فقد قدمت الفرصة لإيران لتأسيسها تأثير على جزء من المجتمع العراقي من خلال استضافة وتدريب وتجنيد المعارضين، مثل الانفصاليين الأكراد والمجلس الأعلى للثورة الإسلامية في العراق وفرعها المسلح، ومنظمة بدر التي نشأ منها اليوم عدد كبير من كبار المسؤولين في العراق.
استمرت إيران باستضافتها على أراضيها العديد من الهيئات الشيعية العراقية المعادية لصدام حسين و استضاف صدام حسين حركة مجاهدي خلق المعادية للنظام الإيراني. حتى إسقاط صدام حسين في عام 2003، ظلت الحدود بين إيران والعراق مغلقة رسميًا، على الرغم من أنه ابتداءً من عام 1991، زادت عمليات التهريب مع إيران نتيجة للحصار الذي فرضته الأمم المتحدة على العراق، مما أدى إلى إقامة تبادل تجاري قوي بين الدولتين على الرغم من استمرارهما رسميًا كأعداء.
في عام 2003، أتاحت حرب العراق التي أدت إلى سقوط صدام حسين للجارين أن يقتربوا من بعضهما ويشكلوا علاقات اقتصادية وسياسية وتجارية قوية رسمياً.

#### العلاقات السياسية والاقتصادية ما بعد 2003
بعد عام 2003، ساهمت الإنتاجية الضعيفة للعراق الذي دمرتها الحرب في 2003 إلى توفير وسيلة تجارية غير متوقعة لإيران، خاصةً مع ضغوط العقوبات الاقتصادية الأمريكية التي أشتدت في عام 1995 لإيران. وهكذا، بين عامي 2006 و2016، ارتفعت قيمة التجارة السنوية بين إيران والعراق من 1.6 مليار إلى 18 مليار دولار، مع فائض تجاري كبير يخدم إيران ويحول العراق إلى "الرئة الاقتصادية" لإيران. يصدر العراق إلى إيران التمور والجلود والكبريت، بينما يستورد من إيران السيارات والمعدات الطبية والخضروات ومواد البناء. بالإضافة إلى ذلك، يستورد العراق الوقود والغاز والكهرباء من إيران، ممثلة ثلث استهلاك العراق تقريباً.

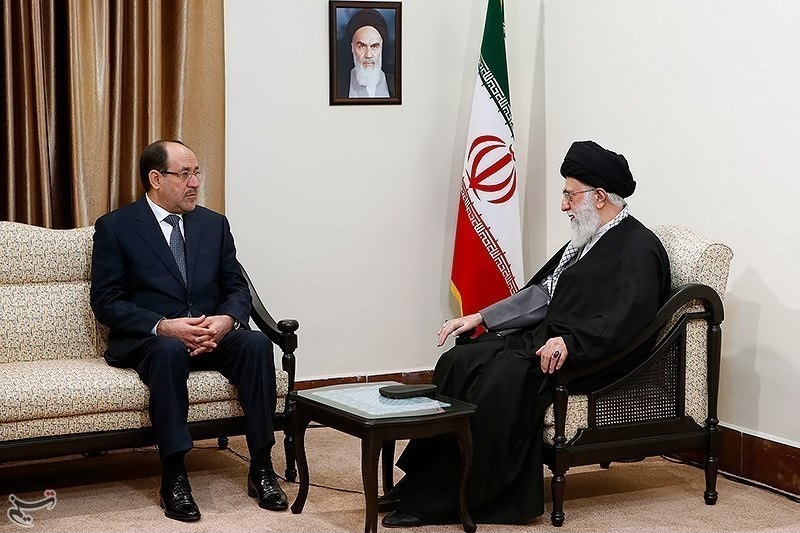
لقاء بين رئيس وزراء العراق نوري المالكي والمرشد الأعلى الإيراني علي خامنئي في طهران عام 2013.

في الوقت ذاته، بعد إسقاط صدام حسين في عام 2003، توالت الحكومات ذات السيطرة الشيعية والمؤيدة لإيران في بغداد، مما يخلق الظروف الملائمة لتحسين العلاقات السياسية بين البلدين. وتم توثيق تحسن العلاقات رسمياً في مارس 2008 مع زيارة الرئيس الإيراني محمود أحمدي نجاد إلى العراق. من بين ستة رؤساء وزراء عراقيين تم تعيينهم بين عامي 2003 إلى 2020، قضى ثلاثة معظم فترة الثمانينيات في إيران اثناء الحرب بين العراق و إيران، بما في ذلك نوري المالكي الذي شغل هذا المنصب لثمانية أعوام من عام 2006 إلى 2014. وكانت سياسته المؤيدة لإيران وموقفه الغير محبب تجاه المسلمين السنة وكذلك صعود تنظيم الدولة الإسلامية في سوريا والعراق ادت هذه الإسباب لاندلاع الحرب الأهلية العراقية في عام 2014
في عام 2011، أتاح اتفاق انسحاب القوات الأمريكية من العراق لطهران الوصول إلى المؤسسات العراقية، بما في ذلك خدمات الاستخبارات التي كانت تعاونت سابقًا مع الأمريكيين. أقامت إيران في ذلك الوقت ثمانية عشر مكتبًا واستأجرت 5700 وحدة سكنية في العراق لتسهيل عمل وكلاء المخابرات الإيرانية.

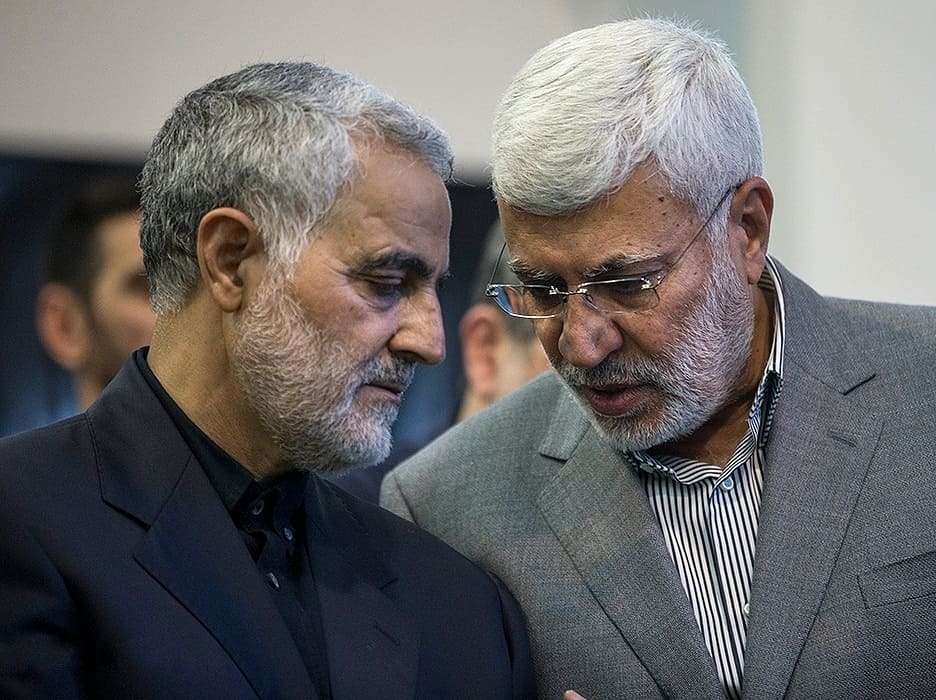
قائد قوات الحشد الشعبي العراقي أبو مهدي المهندس على اليمين مع قائد الحرس الثوري الإيراني قاسم سليماني على اليسار.

في عام 2014، مع تفاقم الاضطرابات السياسية والاقتصادية في العراق مع الحرب الأهلية العراقية، تكفلت إيران بتزويد العراق بالمواد والأسلحة وشاركت في إعادة إعمار المدن التي تضررت جراء الحرب. كما استفادت القوات الإيرانية الخاصة المعروفة باسم فيلق القدس من هذه الحرب الأهلية لتعزيز تأثيرها. دعمت إيران الميليشيات الشيعية الموالية لها و الجيش العراقي و الحشد الشعبي ضد تنظيم الدولة الإسلامية.استمر الدعم حتى فوز الحكومة العراقية على تنظيم الدولة الإسلامية في ديسمبر 2017. الجنرال الإيراني قاسم سليماني، قائد قوات فيلق القدس، قاد شخصيًا هجمات في عدة معارك رئيسية في النزاع، بما في ذلك حصار آمرلي (2014)، ومعركة تكريت (2015)، ومعركة بيجي (2014-2015)، ومعركة الفلوجة (2016). ادت هذه الأحداث إلى زيادة التقارب الإيراني العراقي بسبب دعم إيران الحرب ضد تنظيم الدولة الاسلامية (داعش) مع غياب أو دعم ضعيف للحرب ضد تنظيم الدولة الإسلامية (داعش) من قبل الدول العربية ووجود تهم ضد السعودية وقطر لدعمها لتنظيم الدولة الإسلامية (داعش).
في نهاية الحرب الأهلية العراقية في ديسمبر 2017، تواجه الحكومة العراقية، مرة أخرى، تحدي إعادة بناء البلاد واقتصادها، وتزيد تبعًا لذلك تبعًا للتبادل الاقتصادي مع إيران التي تتسارع فيها الاتفاقيات التجارية وتأثير مستمر من إيران على الحكومة العراقية ووجود ميليشيات شيعية موالية لها ودعم ايران المستمر لهذه الميليشيات من خلال الاسلحة. في 11 مارس 2019، بعد عام من نهاية الحرب ، يقوم الرئيس الإيراني حسن روحاني بزيارة إلى بغداد لمدة ثلاثة أيام، خلالها تُبرم اتفاقيات بين إيران والعراق في مجالات متعددة: النفط، التجارة، الصحة، التعليم، ووسائل النقل. بالإضافة إلى ذلك، تتضمن هذه الاتفاقيات خططًا للبناء المشترك لمدن صناعية على الحدود للإنتاج المشترك، وكذلك نقل مباشر للبضائع. .
كان التأثير المستمر الإيراني على الحكومة العراقية و العراق احد اسباب الغضب شعبي و المظاهرات في العراق المتمثلة بتظاهرات تشرين العراقية ادت إلى حرق مجموعة من القنصليات الإيرانيات في كربلاء والنجف والبصرة وحرق العلم الإيراني في بغداد والتي أدّت إلى إعلان رئيس الوزراء العراقي نيته تقديم استقالته. وفي 30 تشرين الثاني قدّم عادل عبد المهدي استقالته من رئاسة مجلس الوزراء استجابة لطلب المرجع الديني علي السيستاني حصل هدوء في التظاهرات العراقية بعد وباء فيروس كورونا و إستقالة عادل عبد المهدي.
في 3 كانون الثاني 2020، وفي ظل تصاعد التوترات بين الولايات المتحدة و‍إيران، شنت الولايات المتحدة غارة بطائرة مسيرة بدون طيار على قافلة كانت تسير بالقرب من مطار بغداد الدولي وأُطلق على هذه العملية اسم عملية البرق الأزرق، وأسفرت عن مقتل اللواء في الحرس الثوري وقائد فيلق القدس قاسم سليماني، كما قتل تسعة أشخاص آخرين وكان من بينهم نائب قائد قوات الحشد الشعبي العراقي أبو مهدي المهندس. أدان رئيس الوزراء العراقي عادل عبد المهدي الهجوم، واصفا إياه بأنه عملية اغتيال سياسية. وقال إن الهجمات الأمريكية كانت عملا عدوانيا وانتهاك صارخ لسيادة وأمن واستقرار العراق، والتي من شأنها أن تؤدي إلى الحرب في البلاد. وأضاف أن الضربة خرق فاضح لشروط تواجد القوات الأمريكية في العراق يستلزم قرارات تشريعية بما يحفظ كرامة العراق وامنه وسيادته
في فبراير 2021، يلتقي وزيرا الخارجية للبلدين، محمد جواد ظريف وفؤاد حسين، في طهران بحضور حسن روحاني وأمين المجلس الأعلى الإيراني للأمن الوطني علي شمخاني. يطلب الممثلون الإيرانيون من نظرائهم العراقيين طرد القوات الأمريكية من أراضيهم، مصفين وجودهم بأنه "ضار"، عامًا بعد هجوم بغارة بطائرة مسيرة بدون طيار على الجنرال الإيراني قاسم سليماني وقائد الحشد الشعبي أبو مهدي المهندس. ويشكر محمد جواد ظريف القضاء العراقي على إصدار مذكرة اعتقال ضد دونالد ترامب في 7 يناير 2021، في سياق التحقيق في قتل أبو مهدي المهندس. وفي سياق في امكانية أن يتم فيه استئناف الحوار بين واشنطن وطهران بعد انتخاب جو بايدن لرئاسة الولايات المتحدة في نوفمبر 2020، يتناول المسؤولون أيضًا تعزيز الروابط الاقتصادية، بما في ذلك الاتفاقيات بشأن الأسواق الحدودية، والتجارة، ونقل البضائع، والديون، والقضايا المصرفية.

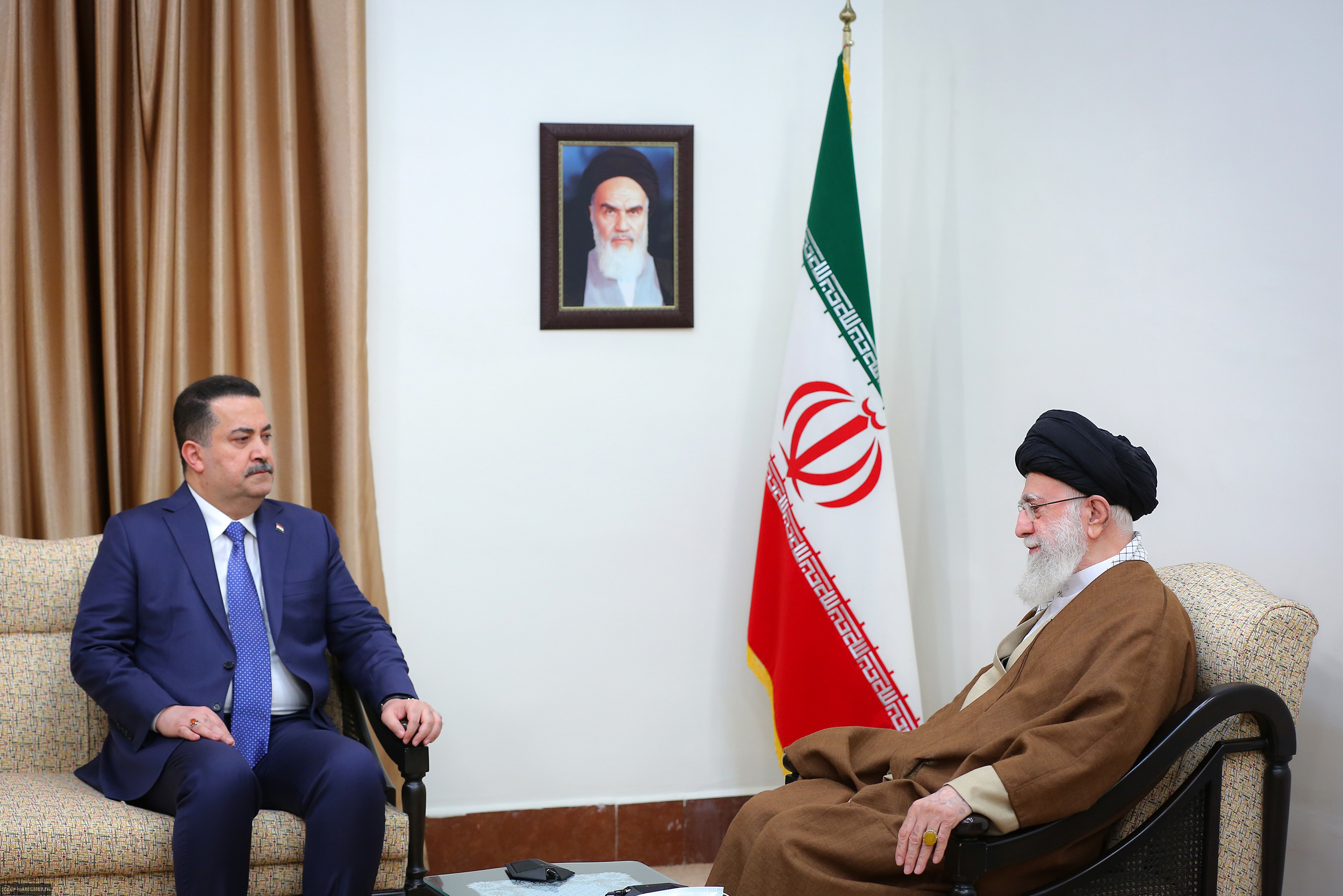
لقاء بين رئيس وزراء العراق محمد شياع السوداني و المرشد الأعلى في إيران علي خامنئي.

في نوفمبر 2022، يقوم رئيس الوزراء العراقي محمد شياع السوداني بزيارة إلى طهران بعد شهر من توليه المنصب لتعزيز التعاون الثنائي في جميع المجالات. يُستقبل بحفاوة في طهران من قبل الرئيس الإيراني إبراهيم رئيسي وآية الله علي خامنئي، الذي لم يستقبل سلفه مصطفى الكاظمي، لانهُ اعُتبر مقربًا من واشنطن والرياض والتي تعتبرهم إيران أعداء حينها، خلال زيارتيه الاثنتين إلى طهران. يُوقع عقد بقيمة 4 مليارات دولار خلال هذه الزيارة لتمكين طهران من تصدير خدمات فنية وهندسية إلى العراق، في حين تعلن وزارة النفط الإيرانية عن افتتاح مكتب تمثيلي في بغداد.وقد يُرى من طهران انها تميل بشكل إيجابي أكثر نحو هذا رئيس الوزراء من سابقه، مما قد يترجم إلى مزيد من التفاعل الاقتصادي.

##### الحدود بين علاقات البلدين الحاليّة
على الرغم من هذه العلاقات الإيجابية بين إيران والعراق، يجب التعامل مع قرب هذين البلدين بحذر وتوخي لعدة أسباب:
- الاتفاقات بين حكومتيهما لا تعكس تلك بين شعبيهما، حيث تظل حرب الخليج الأولى حاضرة في ذاكرة السكان على الرغم من تغير السياق منذ إطاحة صدام حسين. علاوة على ذلك، يُعتبر تأثير إيران السياسي والاقتصادي أمرًا غير مرغوب فيه بشدة بالنسبة لغالبية السكان العراقيين.[37][38] ،والذي تصاعد غضبه أثناء مظاهرات تشرين في العراق والتي أدت حرق القنصلية الإيرانية في كربلاء[39] وحرق القنصلية الإيرانية في النجف[40] رغم أنهما تعتبران من المحافظات الشيعية البارزة في العراق، عبّر المحتجون عن استيائهم من قادة العراق عن طريق تسمية "ذيول إيران" لهؤلاء القادة.
- العراق هو بلد عربي على عكس إيران، وهي إيران بلد ذو تاريخ وثقافة فارسية، وتتجلى ذلك بشكل خاص في لغتها الفارسية
- يتنافس البلدين على الساحة الدولية كمنتجين ومصدرين للنفط[41] (ولكن ليس بالضرورة بالنسبة للغاز، حيث تعتبر إيران ابرز الموردين للعراق[42][43]).
- الشيعة العراقيين يتنافسون مع الشيعة الإيرانيين، وعلى الرغم من وجود مصالح مشتركة، إلا أن المرجع الديني الأعلى للشيعة العراقي، السيد علي السيستاني، لا يتبع تمامًا مواقف علي خامنئي الإيراني، على الرغم من أنه ذو أصل إيراني.[44][45][46][47] وأيضا الشيعي العراقي مقتدى الصدر، الذي يحظى بشعبية كبيرة في العراق يُعتَبَر مناهض ضد التأثيرات والنفوذ الأجنبية، خاصةً الأمريكية أو الإيرانية.[48][49][50]
- تحتفظ إيران بتحفظات مع إقليم كردستان العراق والأحزاب الانفصالية الكردية (خاصة مع حزب "الاتحاد الوطني الكردستاني")[51]، الذي أعرب في العديد من المرات عن رغبته في الانفصال عن العراق. من جهة أخرى، يُستخدم إقليم كردستان كملاذ لمجموعات المعارضة الإيرانية مثل: حزب الحياة الحرة الكردستاني (PJAK) والذي يعتبر الذراع الإيرانية لحزب العمال الكردستاني، ومقاتلي الحزب الديمقراطي الكردستاني في إيران، وحزب كومالا الشيوعي الإيراني.[52]
- في سبتمبر 2022، قام الحرس الثوري الإيراني،احد افرع الجيش الايراني البارزة، بقصف شمال العراق تحديداً إقليم كردستان العراق الذي اتُهِمَ بتوفير ملاذ للمجموعات الانفصالية الكردية[53][54][55]، في سياق من التظاهرات الواسعة في إيران بعد قتل امرأة كردية على يد "شرطة الأخلاق" الإسلامية في إيران. فإن العديد من المتظاهرين يعبرون الحدود العراقية للانضمام إلى هذه الهيئات الكردية الانفصالية. في وقت لاحق بشهر ونصف، قصفت إيران منطقة شمال العراق مرة أخرى بالصواريخ والطائرات بدون طيار، حيث كان يُفترَض أن يكون الهدف هو مجموعات المعارضة الكردية الإيرانية.[53] أعلنت وزارة الداخلية العراقية نشر لواء على حدود إيران في إقليم كردستان العراق، بتكلفة تجاوزت سبعة ملايين دولار، مع إقامة نحو 100 برجًا للمراقبة ومنع الانفصاليين الايرانيين والمعارضين لمنع التسلل وتهريب البضائع بسبب تعتبر أغلب المخدرات التي تعبر من ايران إلى العراق.[56][57][58]
- في مساء يوم 15 يناير 2024، أطلقت من الأراضي الإيرانية باتجاه محافظة أربيل في العراق 11 صاروخاً باليستياً.[59][60] مما أدى إلى مقتل أربعة أشخاص وإصابة ستة آخرين. وصرح الحرس الثوري الإيراني بأنه استهدف احد مقرات الموساد (وكالة استخبارات إسرائيلية) قواعد لجماعات معادية لطهران على أراضي تلك الدول، متورطة بهجمات ضدها.[60] وهو ما نفته وزارة الخارجية العراقية[61]، أدى الهجوم إلى اغتيال رجل الأعمال بشراو دزايي، الرئيس التنفيذي لشركة إمباير وورلد، وهي شركة تطوير عقاري. وقالت الخارجية العراقية في بيان إن القصف الإيراني على مدينة أربيل هو عدوان على سيادة البلاد وإساءة إلى حسن الجوار وأمن المنطقة، وأضافت أنها ستتخذ كافة الإجراءات القانونية بضمنها تقديم شكوى إلى مجلس الأمن.[62]

## العلاقات الإيرانية الإماراتية
المشكل الوحيد هو النزاع حول الجزر الإماراتية الثلاث: وهي طنب الكبرى والصغرى وأبو موسى أستولى عليها الحكم الإيراني سنة 1971 م بموجب اتفاق مع البريطانيين قبل أنسحابهم من المنطقة.
كتب شاهر الأحمد في مقاله مع موقع الجزيرة نت:
اتسم الموقف الإماراتي بشيء من الحياد إزاء الحرب العراقية الإيرانية حيث نادت أبوظبي وعملت من أجل وقف الحرب، وبذلت مساعي في هذا الإطار.
وحول العلاقة الاقتصادية مع إيران نترك لكم النص من مصدر الجزيرة نت:
لا يمكن تجاهل العامل الاقتصادي في العلاقات بين البلدين، فقد جاء في تصريح لمدير منظمة تنمية التجارة الإيرانية مهدي فتح الله في 3 أكتوبر/تشرين الأول، أن الإمارات هي الشريك التجاري الأول لإيران. ووفق المصادر الإيرانية فقد وصل حجم صادرات الإمارات إلى إيران في السنة المالية الإيرانية -التي انتهت في 20 مارس/آذار 2006- نحو 7.5 مليارات دولار، فيما بلغ حجم صادرات إيران إلى الإمارات 2.5 مليار دولار.
كما تسعى إيران لجذب الاستثمارات الإماراتية باعتبارها مصدراً من مصادر التمويل وسوقاً مهمة للسلع الإيرانية.
ولإيران جالية كبيرة في الإمارات تقدر بنحو نصف مليون، وهناك ما يقرب من ستة آلاف وخمسمائة شركة إيرانية تعمل في الإمارات. وبلغت الأموال التي أدخلها المستثمرون الإيرانيون إلى دبي وحدها أكثر من مائتي مليار دولار في عام 2005 مع توقعات بارتفاعها إلى ثلاثمائة مليار دولار في العام 2006.

## العلاقات الإيرانية البحرينية
تعود العلاقات بين البلدين لبداية القرن السابع عشر الميلادي عندما حكمت الإمبراطورية الصفوية البحرين لفترات متقطعة من عام 1601 إلى عام 1783 ميلادية وظل النظام الإيراني تنظر للبحرين على أنه جزء من إمبراطورية إيران واستمرت هذه النظرة العدائية حتى عام 1969 عندما قامت الأمم المتحدة بإجراء استفتاء للشعب البحريني والتي صوت الجميع لاستقلاله عن إيران، وأنهت بريطانيا استعمارها للبحرين وأعلنت البحرين استقلالها في أغسطس عام 1971 م.
وفي عام 2000 بدأ التغيير التدريجي للديمقراطية، وهي بداية الانتخابات وأبرز وزراء البحرين من الشيعة وهم:
- 1-مجيد العلوي وزيراً للعمل والشؤون الاجتماعية.
- 2-محمد علي الستري وزيراً لشؤون البلديات، وكان قبلها مديراً للأوقاف الجعفرية.
- 3-خليل حسن وزيراً للصحة.
- 4-عبد الحسين ميرزا وهو أول وزير بحريني من أصل إيراني.

المصدر الجزيرة نت: في موضوع ملفات خاصة 2007 : الدول العربية وإيران الثورة
ولكن بعد الربيع العربي دعمت إيران انتفاضة الشيعة ضد النظام الملكي وقامت بالترويج له على أنها ثورة ديمقراطية وهذا ما سبب التوتر وقطع العلاقات بين البلدين.

## مع مصر

### أيام الرئيس أنور السادات
كانت العلاقات المصرية الإيرانية أيام الشاه محمد رضا بهلوي علاقة كاملة وممتازة، وأعترف الرئيس الراحل أنور السادات إيران بأنها كانت تعترف بإسرائيل، وأن حرباً مع إسرائيل قد ولت، وأستمرت حتى عام 1979 م، وتراقب مصر بحذر وخوف من التغيير التي صارت في طهران، واستقبلت مصر الشاه محمد رضا بهلوي بعد رفضت استضافة أمريكا خوفاً على مصالحه، وما أن مصر أعلنت معاهدة سلام مع إسرائيل في مارس 1979، حيث أعلن النظام الإيراني قطع العلاقات مع القاهرة... بسبب خيانة السادات.
وبعد أن قتل الرئيس الراحل أنور السادات في أكتوبر 1981 م، أطلق النظام الإيراني شارع اسم قاتله خالد الإسلامبولي على أحد شوارع طهران، وطالبت السلطات المصرية النظام الإيراني بإزالة هذا الاسم الذي قتل فيه الرئيس الراحل أنور السادات، حتى سمي شارع محمد رضا بهلوي في أحد شوارع القاهرة تخليداً لذكرى رحيل الشاه محمد رضا بهلوي في تاريخ الشرق الأوسط الحديث.

### فترة حسني مبارك
بدأت بالتحسن بعد نهاية الحرب العراقية الإيرانية، بإرسال وفود متبادلة بين الدولتين على مستوى الفرق الرياضية والفنية ومن ثم على مستوى الوزراء في مناسبات دولية وأستمر العلاقات في تصاعد حتى عام 1990 والذي غزا العراق الكويت، ثم بدأت العلاقات تأخذ منحنى آخر حيث قام مبارك بقطع العلاقات واتهم إيران بتهديد الأمن القومي العربي ودعم الإرهاب وزعزعة استقرار دول الخليج.

### فترة حكم محمد مرسي
تحولت الأمور وقام أحمدي نجاد بزيارة القاهرة وقام محمد مرسي بزيارة إيران وبدأت تتعزز العلاقات وعين أول سفير إيراني في القاهرة منذ 30 سنة

## العلاقات السعودية الإيرانية
توترت العلاقة السعودية الإيرانية بعد الثورة الإسلامية عام 1979 م، وكانت العلاقة السعودية الإيرانية منذ عهد الشاه جيدة، إلا أن أموراً أنقلبت بعد الثورة.
وشكل موسم الحج قنابل موقوتة، وآخر أحداث التي مست بالمشاعر المقدسة أنها في شهر أغسطس عام 1987 م، والتي خرج الحجاج الإيرانيين تأييداً لهذه الثورة، وتحول من شهر تكفير الذنوب إلى زيادة الآثام لدى الثورة، والتي أصيب عددها الكثير من الحجاج، مما آضطر الرياض إلى قطع العلاقات الدبلوماسية، وأستمرت هذه القطيعة حتى عام 1991 م، وإيران كانت مهددة بتصدير الثورة للخارج، وهي إعادة نشر التشيع في دول الخليج العربي.
تحسن العلاقات بين السعودية وإيران في عهد الرئيس هاشمي رفسنجاني ومن ثم في عهد الرئيس محمد خاتمي إلى تحسن العلاقات السعودية الإيرانية بعد أزمة كانت في الثمانينيات القرن الماضي.
وشهدت تحسن العلاقات بين البلدين بدرجة عالية من التطور والتعاون وتبادل الزيارات سواء كانوا بين المسؤولين أو وزراء، وتوجت تلك العلاقة الذهبية بتوقيع اتفاقية أمنية عام 2001، ليس فقط بين البلدين بل في دول الخليج العربي بأكمله، لأنها أنتقلت من مرحلة بروتوكولات إلى عمق العلاقة وتأصيلها شعبياً ورسمياً، إلا أن العلاقات بدأت تتدهور بعد أن وصل محمود أحمدي نجاد، وهو أعلن بدء برنامج الطاقة النووية، وهو الذي يقلق الرياض من تصرفات ذلك الرئيس، أتهم الرياض لإيران مجدداً بتصدير الثورة وإشعال الصراع بين السنة والشيعة، وخاصة بعد محاولة اختراق التشيع في العالم العربي بأغلبية سنية تهدد أمنها، وما زالت مستمرة وفي عام 2016 الثالث من يناير اعلنت المملكة العربية السعودية قطع العلاقات الدبلوماسية بين الرياض وطهران

## مع اليمن
اتسمت بالتوتر وذلك بسبب دعم إيران لجماعة الحوثي والشيعة في اليمن

## مع الفلسطينيين
اتسمت بالتوتر مع السلطة الفلسطينية وبالتحالف مع حماس وحركة الجهاد والحركة الشعبية.

## موقف إسرائيل من النظام الإيراني
في عهد الشاه كان الإسرائيليون يشعرون بالارتياح، بسبب موقف إيران الداعم لإسرائيل، وفي سنة 1979 م، تحول العلاقة مباشرة من الصداقة الدائمة إلى عداوة، وذلك بطرد السفير الإسرائيلي من سفارة دولة إسرائيل بطهران إلى مبنى تابعة للمقاومة الفلسطينية، وكان التعاطف الإيراني تجاه فلسطين اثراً سلبياً مع حكومة إسرائيل